# Зоравор Петросян
Зоравор Анзорович Петросян (нар. 25 травня 1998) — український професійний боксер вірменського походження., чемпіон України серед аматорів до 22 років призер чемпіонату світу серед молоді  володар титутлу WBO asia pacific youht серед професіоналів.